# إصبع أوسط

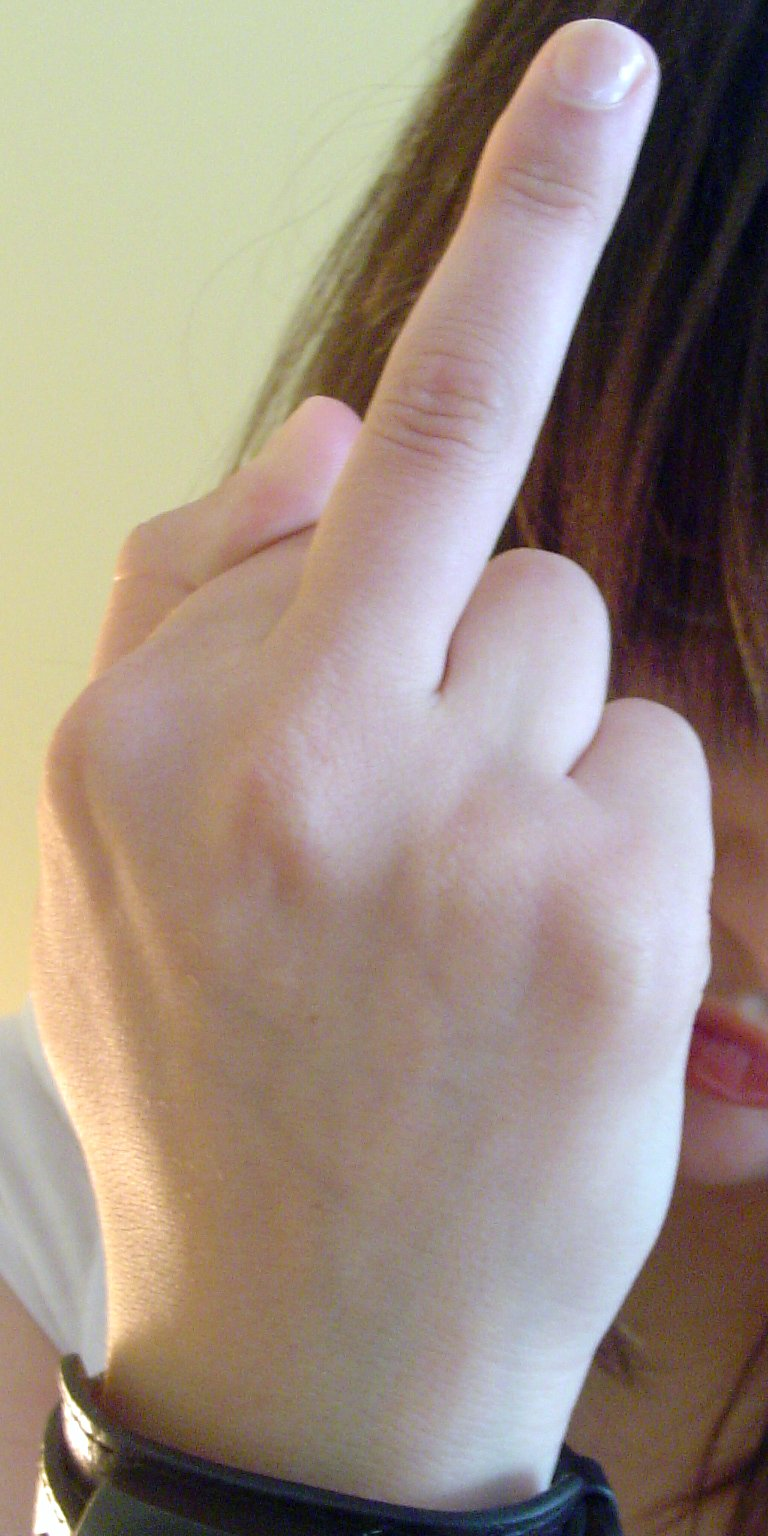
حركة الأصبع الأوسط.

الإصبع الأوسط هي حركة بذيئة تعبر عن الازدراء وتعادل تقريباً كلمة فاك يو في اللغة الإنجليزية. يعتبر مد الأصبع رمزًا للازدراء في العديد من الثقافات، وخاصة في العالم الغربي. تستخدم العديد من الثقافات إيماءات مماثلة لإظهار عدم احترامها.